# Canopy Growth Corporation
Canopy Growth Corporation (früherer Name Tweed Marijuana Inc) ist eine kanadische Firma in der Branche medizinisches Cannabis aus Smiths Falls, Ontario.

## Beschreibung
Gemessen an der Marktkapitalisierung ist Canopy Growth der weltgrößte Konzern der Branche. Das Unternehmen wurde 2014 von Bruce Linton als Tweed Marijuana Inc. gegründet und benannte sich 2015 um. Im Dezember 2018 kaufte Canopy Growth den Tuttlinger Vaporizerhersteller Storz & Bickel für 145 Millionen Euro. Im Mai 2019 übernahm Canopy Growth für 225,9 Millionen Euro die Cannabinoidsparte von Bionorica C3 (Cannabinoid Compound Company) mit Standorten in Neumarkt in der Oberpfalz und Frankfurt am Main.
Canopy Growth hat mit Constellation Brands einen Großaktionär, der 38 % der Anteile hält. Constellation Brands besitzt neben Canopy Growth zahlreiche Marken für alkoholische Getränke und plant mit Canopy Growth, Getränke mit Cannabis-Geschmack zu entwickeln. Ende 2021 veräußerte Canopy Growth die von Bionorica erworbene Cannabinoid-Sparte C³ an Dermapharm.